# Échay
Échay é uma comuna francesa na região administrativa de Borgonha-Franco-Condado, no departamento de Doubs. Estende-se por uma área de 5,49 km². Em 2010 a comuna tinha 134 habitantes (densidade: 24,4 hab./km²).